# PTK Open и Grand Palace Cup
PTK Open и Grand Palace Cup — серия международных теннисных турниров, проходящих в сентябре 2014 и 2015 годов во Всеволожске на грунте, а с 2016 — в Санкт-Петербурге (Россия) на крытых кортах с хардовым покрытием теннисного центра «Динамо» на Крестовском острове. Турниры является частью серии соревнования начального уровня мужского протура, проходящей в городе с 2010 года.

## Общая информация
Место проведения соревнований в 2014 и 2015 годах — Всеволожская детская теннисная академия — открыта в середине 2006 года; и помимо своей прямой деятельности в обучении и тренировке юных спортсменов комплекс быстро стал задействоваться и для проведения общероссийских и международных соревнований: в 2008 году здесь прошёл 25-тысячник женского тура ITF, а с 2010 года здесь проводятся аналогичные мужские турниры.
PTK Open и Grand Palace Cup
В 2014-м году мужские турниры хоть и не прибавили в фактическом статусе, но формально получили статус международного чемпионата Санкт-Петербурга и Ленинградской области: многолетний главный мужской теннисный турнир региона — St. Petersburg Open — в этот период, по финансовым причинам, временно перестал проводиться. Осознавая своё новое место в теннисном календаре, организаторы довели призовой фонд каждого из своих соревнований до 15 тысяч долларов, договорившись о партнёрстве с Петербургской топливной компанией и галереей бутиков Grand Palace. Было заявлено, что мужский турниры в течение двух лет должны стать альтернативой отменённому St. Petersburg Open. Рост призового фонда соревнований, впрочем, мало повлиял на состав его участников — посев обоих одиночных турниров возглавил испанец Марк Гинер (тогдашняя 276-я ракетка мира)
В 2016 году турниры покинули Всеволожск, перепрописавшись в ТК «Динамо» в Санкт-Петербурге, призовой фонд на новом месте вырос до 25 тысяч долларов.

## Финалы турниров

### Одиночный разряд
| Год        | Победитель       | Финалист            | Счёт            |
| ---------- | ---------------- | ------------------- | --------------- |
| 2016 (GPC) | Александр Бублик | Александр Василенко | 6-3 7-5         |
| 2016 (PTK) | Евгений Тюрнев   | Алексей Ватутин     | 6-4 3-6 6-3     |
| 2015 (GPC) | Михаил Елгин (3) | Егор Герасимов      | 6-3 6-3         |
| 2015 (PTK) | Михаил Елгин (2) | Алексей Ватутин     | 6-4 6-2         |
| 2014 (GPC) | Владимир Иванов  | Евгений Тюрнев      | 6-1 6-0         |
| 2014 (PTK) | Марк Гинер       | Антон Зайцев        | 7-6(5) 6-1      |
| 2013       | Антон Зайцев     | Владимир Поляков    | 3-6 6-2 6-2     |
| 2012       | Александр Лобков | Андрей Куманцов     | 6-3 6-3         |
| 2011       | Антон Куманцов   | Михаил Елгин        | 6-4 5-2 — отказ |
| 2010       | Михаил Елгин     | Александр Лобков    | 6-2 6-4         |

| Год  | Победительница       | Финалистка       | Счёт    |
| ---- | -------------------- | ---------------- | ------- |
| 2008 | Магдалена Рыбарикова | Анна Лапущенкова | 6-4 6-2 |

### Парный разряд
| Год        | Победители                           | Финалисты                           | Счёт                 |
| ---------- | ------------------------------------ | ----------------------------------- | -------------------- |
| 2016 (GPC) | Александр Игошин Ян Сабанин          | Иван Давыдов Дмитрий Мнушкин        | 6-3 6-3              |
| 2016 (ПТК) | Евгений Карловский Денис Мацукевич   | Александр Игошин Ян Сабанин         | 6-1 6-2              |
| 2015 (GPC) | Владимир Ужиловский Антон Зайцев     | Максим Ратнюк Андрей Савельев       | 7-6(7) 6-7(2) [10-4] |
| 2015 (ПТК) | Денис Молчанов Ярослав Шило          | Александр Бублик Ричард Музаев      | 6-2 7-6(3)           |
| 2014 (GPC) | Александр Бублик Ричард Музаев (2)   | Владимир Иванов Андрей Василевский  | 6-3 3-6 [11-9]       |
| 2014 (ПТК) | Марк Гинер Александр Журбин          | Евгений Елистратов Владимир Поляков | 7-5 6-4              |
| 2013       | Александр Красноруцкий Антон Манегин | Владимир Поляков Михаил Вакс        | 2-6 6-3 [10-7]       |
| 2012       | Виталий Качановский Ричард Музаев    | Аслан Карацев Виталий Решетников    | 6-2 6-3              |
| 2011       | Михаил Фуфыгин Андрей Левин          | Виталий Качановский Сергей Кротюк   | 6-2 6-3              |
| 2010       | Эрванд Гаспарян Вадим Куценко        | Николай Фидирко Дмитрий Жирмонт     | 6-4 6-2              |

| Год  | Победительницы                         | Финалистки                        | Счёт    |
| ---- | -------------------------------------- | --------------------------------- | ------- |
| 2008 | Никола Франкова Анастасия Павлюченкова | Нина Братчикова Василиса Давыдова | 6-2 6-2 |